# O Café-Concerto
O Café-Concerto é uma pintura de 1879 do pintor francês Édouard Manet, que frequentemente retratava cenas de café representando a vida social no final do século XIX, similares às retratadas nesta pintura.

## História
O cenário foi identificado como a Brasserie Reichshoffen no Boulevard Rochechouart. Manet nos mostra homens e mulheres nas novas brasseries e cafés de Paris, o que apresenta ao espectador uma visão alternativa da nova vida parisiense. Manet alegava estar pintando des oeuvres sinceres ou "obras sinceras". As mulheres retratadas nessas cenas corriam certos riscos em relação à percepção e moralidade.

## Composição
Em O Café-Concerto, Manet apresenta um café-concert no qual três figuras centrais formam um triângulo, mas todas estão voltadas em direções opostas. A cena de um café-concert, supostamente casual, é sugerida por Manet como sendo uma de separação. A garçonete aprecia uma cerveja, enquanto a mulher à mesa fuma um cigarro e parece abatida, e o homem parece à vontade enquanto assiste à apresentação (a cantora conhecida como "La Belle Polonaise" é refletida no espelho ao fundo da pintura). É observado que o homem evoca confiança, porque os homens, ao contrário das mulheres, podiam frequentar cafés sem insegurança. A pintura foi posada e completada em um estúdio, mas dá a aparência de ter sido recentemente observada.

## Análise
Nesta pintura, conceitos de composição convencional são rejeitados. As figuras dos indivíduos representados não são claramente definidas, mas modeladas com pinceladas. As cores são colocadas diretamente na tela com pinceladas soltas e repetitivas, em vez de aplicar camadas de pigmentos e vernizes sobre um fundo escuro.

## Fora da Parede
Uma reprodução de O Café-Concerto foi apresentada em Off the Wall (Fora da Parede), uma exposição ao ar livre nas ruas de Baltimore, Maryland. Uma reprodução da pintura, cujo original faz parte da coleção do Museu de Arte Walters, estava em exibição no CFG Community Bank (Fell's Point). A Galeria Nacional de Londres iniciou o conceito de levar arte para o ar livre em 2007 e o Instituto de Arte de Detroit introduziu o conceito nos EUA. As reproduções Off the Wall das pinturas do Walters são feitas em vinil resistente ao tempo e incluem uma descrição da pintura e um código QR para smartphones.

## Histórico de exposições
- From Ingres to Gauguin: French Nineteenth Century Paintings Owned in Maryland. Baltimore Museum of Art, Baltimore. 1951.
- From El Greco to Pollock: Early and Late Works by European and American Artists. Baltimore Museum of Art, Baltimore. 1968.
- Manet and Modern Paris. National Gallery of Art, Washington. 1982–1983.
- Manet, 1832–1883. Galeries nationales du Grand Palais, Paris; The Metropolitan Museum of Art, New York. 1983.
- The Taste of Maryland: Art Collecting in Maryland 1800–1934. The Walters Art Gallery, Baltimore. 1984.
- Manet's Working Methods. The Courtauld Gallery, London. 1986.
- Impressionism, the City and Modern Life. Ordrupgaard, Charlottenlund. 1996.
- Before Monet: Landscape Painting in France and Impressionist Masters: Highlights from The Walters Collection. The Walters Art Gallery, Baltimore. 1998.
- Vive la France! French Treasures from the Middle Ages to Monet. The Walters Art Gallery, Baltimore. 1999–2000.
- Highlights from the Collection. The Walters Art Gallery, Baltimore. 1998–2001.
- Triumph of French Painting: Masterpieces from Ingres to Matisse. Baltimore Museum of Art, Baltimore; Philbrook Museum of Art, Tulsa; Norton Museum of Art, West Palm Beach; Royal Academy of Arts, London; Albright-Knox Art Gallery, Buffalo; Dayton Art Institute, Dayton. 2000–2002.
- A Magnificent Age: Masterpieces from the Walters Art Museum, Baltimore. The Nelson-Atkins Museum of Art, Kansas City; Mint Museum of Art, Charlotte; The Walters Art Museum, Baltimore. 2002–2004.
- 19th Century Masterpieces from the Walters Art Museum. Santa Barbara Museum of Art, Santa Barbara; Jack S. Blanton Museum of Art, Austin. 2010–2011.[7]